# Адад-му
Адад-му (Аддуму) (*д/н — 2-а пол. XIII до н. е.) — хазану (цар) Сідона в XIII ст. до н. е.

## Життєпис
Ймовірно, син або інший родич царя Япа-Адада. Відомий за 2 циліндричними печатками з лазуриту, де названий володарем Сідонської землі. Текст на печатках складено клинописом, але форма виробу та графічні зображення на ньому ґрунтуються на єгипетських зразках. Це дозволяє історикам робити припущення, що хоча за часів Адад-му Сідон перебував у сфері політичного впливу єгипетських фараонів (відповідно до єгипетсько-хеттської угоди про поділ впливу), в місті зберігався культурний вплив Угариту, з яким зберігалися торгівельні зв'язки.
Водночас Адда-му дотримувався вимог фараонів, сплачуючи данину. Завдяки цьому не було зовнішньої загрози, що сприяло розвитку господарства.
Йому спадкував син Анні-ва.